# 朱仲祥
朱仲祥（1965年10月8日—2001年10月31日），臺灣進行性肌萎縮症患者，勵志演講人，常於台北縣中、小學校巡迴演講。

## 生平

### 努力求學

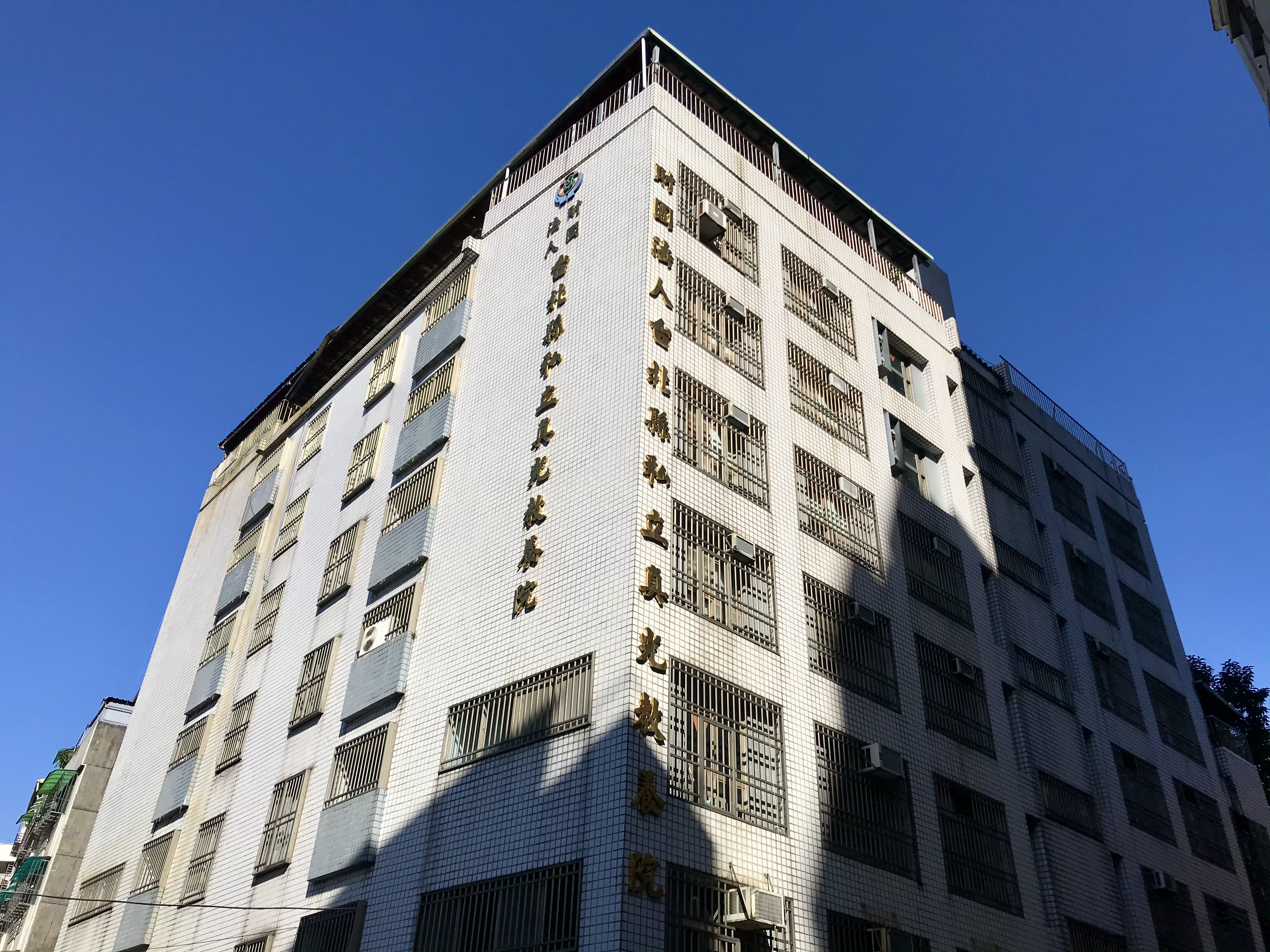
真光教養院

朱仲祥生於1965年。父親朱靖宇原是一名軍人，在戰場受傷後轉職為記者。五歲時，朱仲祥父母離婚。朱仲祥由父親寄養在馬姓友人家，而姊姊與弟弟都隨母親改嫁。六歲時，朱仲祥診斷罹患進行性肌肉萎縮症。八歲時，朱仲祥送入振興復健中心。朱仲祥後來回憶說，他並不怨恨母親，只是同情，且他母親改嫁前曾遭到家庭暴力。
朱仲祥九歲時，父親在血癌去世前，遺言交代他說要改掉壞脾氣、學習知識、及父親是愛他的。父親過世後，朱仲祥就以孤兒身分送進真光教養院。真光教養院是胡石清建在新店鎮安坑外挖仔路，以收容小腦症、蒙古症、白癡症、自虐症、盲啞症、智能不足、小兒麻痺、腦性麻痺、肢體殘缺的兒童。
十歲，朱仲祥完全喪失行走能力。朱仲祥為能受一般教育，便匐匍爬行到真光教養院院長辦公室以頭敲著紗門，要求上學，但遭拒絕。朱仲祥便請求愛心人士帶文具、書給他自習，得以取得國小同等學歷。院長牟靈慧對朱仲祥的印象是「讀書讀到忘了自己」。
1993年6月23日《聯合報》報導，朱仲祥在當天從永和國中夜補校畢業。在貿易公司當會計的女子李少琴讀到《聯合報》這篇報導而感動不已，便常下班時騎約一小時的機車去真光教養院探望朱仲祥。
朱仲祥肌肉萎縮情形隨年長加劇，二十歲連心肺功能也受影響。1995年6月29日，省議長劉炳偉去真光教養院見到朱仲祥，當場替答應他送呼吸器，立即以個人身分捐出新台幣十萬元。朱仲祥為減少呼吸衰竭的問題，每天要呼吸器戴四小時。一次，子女為多重障礙的陳長文在酒宴場合遇到朱仲祥，驚訝朱仲祥居然勸他說不要棄養孩子，便開始資助朱仲祥。陳長文便請了一位菲律賓籍家庭傭工照顧朱仲祥。
1995年12月7日，天母石濤園社區，在耕莘文教院神父王敬弘、立委洪秀柱、律師陳長文、演員譚艾珍、作家黑幼龍、台灣電訊網路總經理周肇隆見證下，朱仲祥與李少琴以以天主教儀式下成婚。朱仲祥父親友人馬景舜見到結婚報導後，便帶著一枚金戒指、朱仲祥父親記者證、名片、拍攝的新聞照片、朱仲祥幼兒照片給朱仲祥，讓原沒有父親遺物的朱仲祥哭泣不已。
1996年6月2日，朱仲祥私立雅禮高中補校畢業。婚後，夫妻住在成功國宅，為租屋。

### 巡迴演講

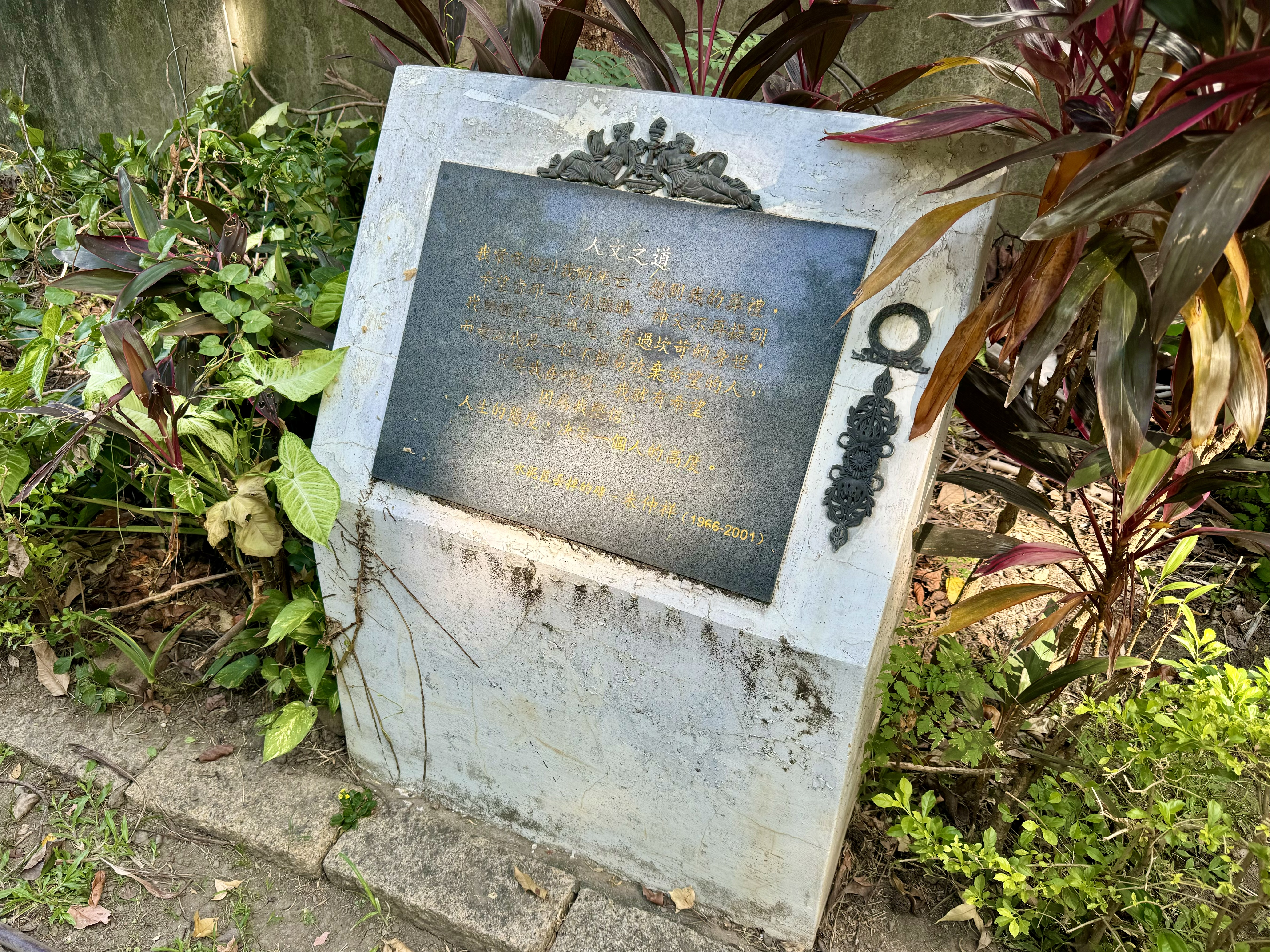
朱仲祥紀念碑

在青山儀器負責人陳清廣夫婦、扶輪社的贊助下，朱仲祥決定接受台北縣政府教育局的邀請，以在台北縣各國中小進行巡迴演講。在1999年時，朱仲祥每個月總會排上十多場演講，如與台北縣政府合作在全縣中學作校園巡迴演講。
對於爭取身障福利上，陳長文說，朱仲祥總是不時拿出微薄薪水捐助教養院院童。朱仲祥建議廢除巴氏量表，認為這種評量根本不合理。一次，朱仲祥參加時為市長的陳水扁舉行的「與市民有約」時，因朱仲祥認為陳水扁善待殘障者，便日後替陳水扁站台助選。
1999年9月1日，朱仲祥在妻子李少琴、陳長文、陳水扁陪同下，舉行傳記《攀峰－朱仲祥的生命故事》新書發表會。九二一地震後，朱仲祥應伊甸基金會之邀前往災區演講多場，有次講到一半被送去急救。
2000年10月8日朱仲祥三十五歲生日時，陳水扁、呂秀蓮、聖嚴法師、蘇貞昌、劉守成、張俊宏、陳長文等人紛紛向朱仲祥祝賀。
2001年初，朱仲祥考慮自己身體狀況每況愈下，便開始撰寫著作，以左手抓著右手來回敲鍵盤敲出一本約六萬字的勵志書《有愛就有希望》。10月31日晚上8點半左右，他在家中洗澡時忽然呼吸困難，立即送入台大醫院急救，但還是因肌肉萎縮合併心肌病變，晚上9點23分不治。本來朱仲祥次日還計畫去高雄演講。11月12日，教育部頒獎表揚「九十年度推展社會教育有功人員」上，與會者為來不及領獎的朱仲祥起立默哀一分鐘。11月17日，台北聖家堂舉行告別式上，陳水扁、蘇貞昌、陳長文等都前往追思。朱仲祥妻子原想讓亡夫葬在他父親埋藏的宜蘭縣蘇澳鎮軍人公墓，但礙於亡夫並非軍人身分無法如願，就由田秋堇安排葬在員山鄉福園。

## 出版書籍
- 李慧菊. . 天下文化出版社. 1999. ISBN 9789576215971.

- 朱仲祥. . 圓神出版社. 2001. ISBN 9789576077067.